# Перенос электрона
Перено́с электро́на — это процесс переноса (передачи) электрона от одного атома, молекулы, или иона к другому. В химии данный процесс рассматривается как элементарная реакция переноса (передачи) электрона. Механизм переноса электрона описывается термодинамикой, в котором формальный окислительный статус обоих реагентов изменяется.
Общий термин, объединяющий окислительно-восстановительные реакции в гомогенных и гетерогенных системах, туннелирование, молекулярную проводимость.
Существует множество процессов в биологии, в которых участвуют реакции переноса электрона, включая: окислительно-восстановительные процессы, фотосинтеза/дыхания, процессы метаболизма и детоксификации. Процесс переноса энергии также может сформировать обмен двумя электронами (два конкурирующих процесса переноса электрона, противоположные друг другу). Реакции переноса электрона обычно включают перенос в металлических комплексах, но есть примеры переноса электрона и в органических молекулах.

## Классы переноса электрона
Существует несколько классов переноса электронов, определено два окислительно-восстановительные и третий связывания